# باريس سان جيرمان موسم 2007–08

## موسم 07-2008: موسم متوسط وبطل الرابطة
بعد موسم متواضع عانى فيه الفريق؛ بدأ موسم 07-2008 كما انتهى سلفه بتقديم الفريق لعروض سيئة حيث جمع 4 نقاط فقط في المراحل الخمس الأولى، ولم يحقق الفريق فوزه الأول في الموسم سوى في المرحلة السادسة على حساب مضيفه لومان 2-0، وشهدت بقية الموسم تذبذباً في النتائج في الدوري جعل الفريق يدخل منطقة الخطر، قبل أن ينتفض في نهاية الموسم ويُحقق 8 نقاط من أصل 12 نقطة ممكنة (فوزين وتعادلين)، وعوض الباريسيون هذا الإخفاق بالتألّق في مسابقات الكؤوس حيث توجوا ببطولة كأس الرابطة حين تغلبوا في المباراة النهائية على نادي لانس بهدفين لواحد من توقيع بيدرو باوليتا وبيرنارد ميندي في الوقت القاتل، ووصلوا لنهائي بطولة الكأس لكن ليون حرمهم من المحافظة على لقبهم حينما تغلب عليهم في المباراة النهائية 1-0 بعد التمديد بهدف سيدني غوفو في الدقيقة 102' ليضمن الفريق المشاركة في كأس الاتحاد الأوروبي في الموسم الموالي الذي بدأ بوصول رئيس جديد للنادي في شخص شارل فيلنوف، والتعاقد مع لاعبين من الطراز الرفيع على غرار الخبيرين ماكيليلي وجيولي، والواعدين هوارو وسيسينيون.